# Cyrkuł radomski
Cyrkuł radomski (niem. Radomer Kreis) – jednostka administracyjna Cesarstwa Austrii w latach 1796–1809: 1796–1803 w Nowej Galicji, 1803–1809 w Królestwie Galicji i Lodomerii. Powstał na części obszaru zagarniętego przez Austrię wskutek III rozbioru Polski. Siedzibą cyrkułu był Radom.

## Historia

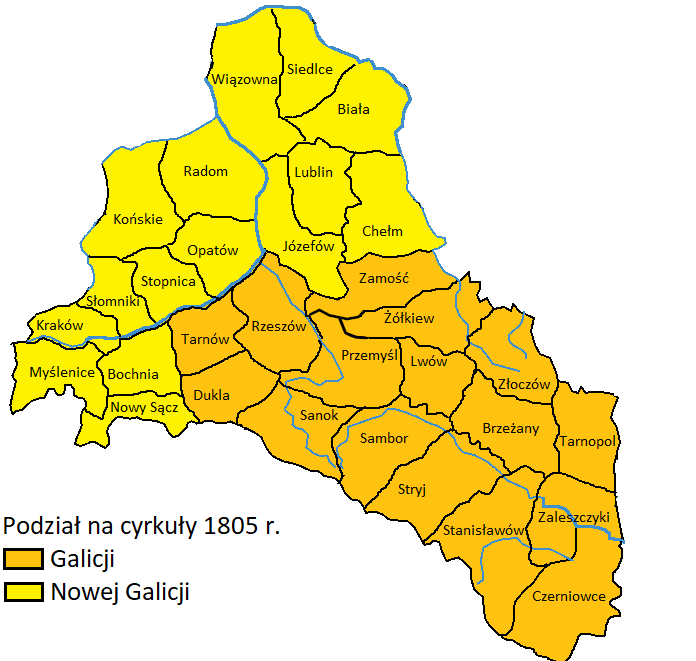
Cyrkuł radomski w odsłonie z lat 1802–1803 (nie 1805, jak podaje mapa)

Cyrkuł radomski był jednym z 12 cyrkułów Nowej Galicji, podporządkowanych Zachodnio-Galicyjskiej Nadwornej Komisji Urządzającej, a od 1797 Gubernium Krajowemu dla Galicji Zachodniej w Krakowie. Objął 9831 km² powierzchni i został podzielony na 3 okręgi, z siedzibami w Radomiu, Opatowie i Staszowie.
- Miasta (1803): Iłża, Kozienice, Radom, Ryczywół, Solec, Zwoleń;
- Miasteczka (1803): Białobrzegi, Ciepielów, Głowaczów, Gniewoszów, Grabowiec, Granica, Janowiec, Jastrząb, Jedlińsk, Kazanów, Lipsko, Magnuszew, Przytyk, Sieciechów, Sienno, Skaryszew, Szydłowiec, Wąchock, Wierzbica, Wolanów, Wyśmierzyce[2][3].

Na podstawie dekretu cesarza Franciszka II z 13 maja 1803, z dniem 1 listopada 1803 Nowa Galicja została podporządkowana  Gubernium Galicji we Lwowie. Wtedy też dokonano zmniejszenia liczby cyrkułów o połowę łącząc ze sobą sąsiednie cyrkuły. Każdy cyrkuł był podzielony na trzy okręgi. Zniesiony cyrkuł radomski wszedł wtedy (wraz ze zniesionym cyrkułem opatowskim) w skład nowego, dużego cyrkułu radomskiego, któy został podzielony na okręgi Opatów, Radom i Staszów.
Po reformie w 1803 był jednym z 6 cyrkułów Nowej Galicji, podległych Gubernium Galicji we Lwowie.
14 października 1809 wraz z większością Nowej Galicji włączony do Księstwa Warszawskiego i wkrótce zlikwidowany na mocy dekretu królewskiego z dnia 17 kwietnia 1810, w wykonaniu wcześniejszego dekretu z 24 lutego 1810 dotyczącego rozciągnięcia Konstytucji i administracji Księstwa Warszawskiego na tereny dawnej Nowej Galicji przyłączonej do Księstwa Warszawskiego. Wszedł w skład departamentu radomskiego.